# Hemiasterella affinis
Hemiasterella affinis är en svampdjursart som beskrevs av Carter 1879. Hemiasterella affinis ingår i släktet Hemiasterella och familjen Hemiasterellidae. Inga underarter finns listade i Catalogue of Life.